# John Berger (längdåkare)
John Filip Berger, född 31 juli 1909 i Överluleå församling i Norrbotten, död 12 januari 2002 i Sundbybergs församling i Uppland, var en svensk längdåkare.

## Biografi
Berger tävlade under 1930-talet och hans största merit var ett olympiskt brons i 4 x 10 kilometer stafett i OS i Garmisch-Partenkirchen 1936. Han är gravsatt i minneslunden på Sundbybergs begravningsplats.